# Lehavim

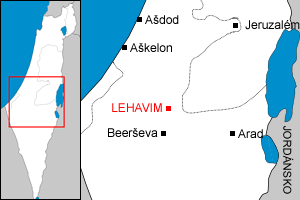
Mappa di Lehavim

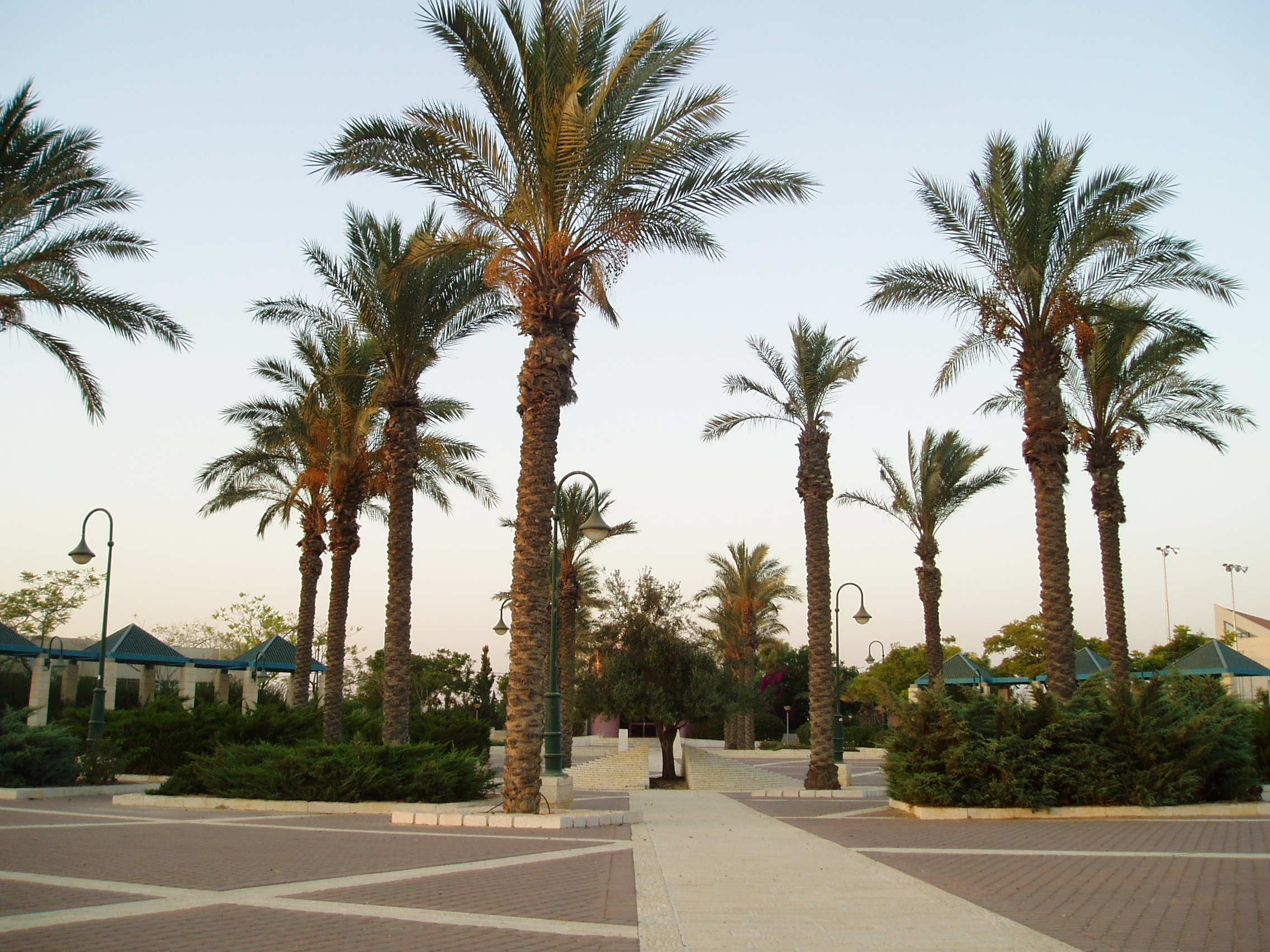
Centro urbano di Lehavim

Lehavim (Ebraico: לְהָבִים) è un villaggio nel Distretto Meridionale di Israele. Fondato nel 1983 e localizzato nel Negev settentrionale a circa 15 km da Beersheba, è un local council ed aveva, nel 2015, 6.442 abitanti.
Lehavim, chiamata originariamente "Givat Lahav," secondo l'ufficio centrale di statistica si colloca molto in alto (9 su 10) nel ranking socioeconomico dei suoi cittadini.

## Trasporti
Lehavim è collocata vincino all'intersezione della autostrada 40 (Beersheba–Tel Aviv) con l'autostrada 31 (Arad–Rahat), noto come Lehavim Junction. La ferrovia Lod–Beersheba passa attraverso questo incrocio. La stazione ferroviaria di Lehavim, inaugurata nel 2007 nella parte occidentale della città Lehavim, sorge in prossimità della autostrada numero 6.